# Церковь Преображения Господня (Нижняя Синячиха)
Спасо-Преображенская церковь — православный храм в селе Нижняя Синячиха Алапаевского района Свердловской области. Входит в состав Алапаевского благочиния Алапаевской епархии Русской православной церкви. Имеет статус историко-архитектурного памятника федерального значения.

## История
Приход в селе Нижняя Синячиха (тогда Синячихинский завод) возник в пятидесятых годах XVIII столетия, когда был построен деревянный храм в честь Преображения Господня. Дата его утраты не известна, его иконостас был перенесён на нижний этаж нового храма. Каменная двухэтажная двухпрестольная Спасо-Преображенская церковь была заложена 12 мая 1794 года и завершена в 1823 году на средства владельцев местного завода Яковлевых. Нижний храм освящён 3 февраля 1810 года в честь Покрова Пресвятой Богородицы. Верхний храм освящён 23 июня 1845 года в честь Преображения Господня. Внутри церкви сохранились росписи XIX века. В XIX веке к церкви была пристроена паперть. В 1895 году был произведён наружный ремонт храма, в виду сгоревшего от удара молнии 14 мая того же года шпиля колокольни. В приход храма входили деревни Халемина, Ямова, Путилова и Кабакова.
После 1917 года церковь использовалась как склад, мельница, зерносушилка, с 1937 года в ней хранили зерно. Пришедшую в ветхое состояние церковь в 1960-х годах по инициативе Самойлова Ивана Даниловича начали реставрировать своими силами. В конце 1960-х годов она после долгих обращений Самойлова Ивана Даниловича в областную архитектуру была взята под охрану государства, как памятник архитектуры. К осени 1977 года реставрация закончилась. В 1980-х годах рядом со Спасо-Преображенским храмом силами И. Д. Самойлова началось создание музея деревянного зодчества с коллекцией уральской народной росписи по дереву. В настоящее время в музее также представлены написанные здесь иконы, церковные книги и предметы. В музее представлены также пять часовен из местных деревень.

## Архитектура
Спасо-Преображенская церковь представляет собой образец сибирского барокко. Храм выполнен с осевой композицией. Основной его объём представляет собой четверик в два света, перекрытые сомкнутым сводом. Над четырёхгранным объёмом находится восьмерик с куполом на барабане. Восьмерик окружён четырьмя меньшими барабанами с главками. По углам основной объём украшен изогнутыми фронтонами с проёмами и главками. Фасады завершаются криволинейными фронтонами. Плоскость фасадов не имеет ордерного членения, пилястрами обработаны только углы куба. С востока к храму примыкает гранёная апсида, перекрытая куполом с главкой. Общее число глав с крестами достигает десяти. Церковь окрашена в светло-зелёный цвет, архитектурные элементы выделаны белым цветом.
Двухэтажное кирпичное оштукатуренное здание имеет профилированный межэтажный карниз. Различается форма полуциркульных окон первого и второго этажа. Плоскость фасадов заполнена большими окнами, украшенными наличниками с волютами. С запада основной объём продолжен пониженной трапезной, фасады которой имеют схожее декоративное решение. Завершающая композицию колокольня близка по своему облику раннему классицизму. Здание колокольни, состоящее из поставленных друг на друга четвериков, порезанных арками с полуциркульным верхом, завершается высоким шпилем с крестом.

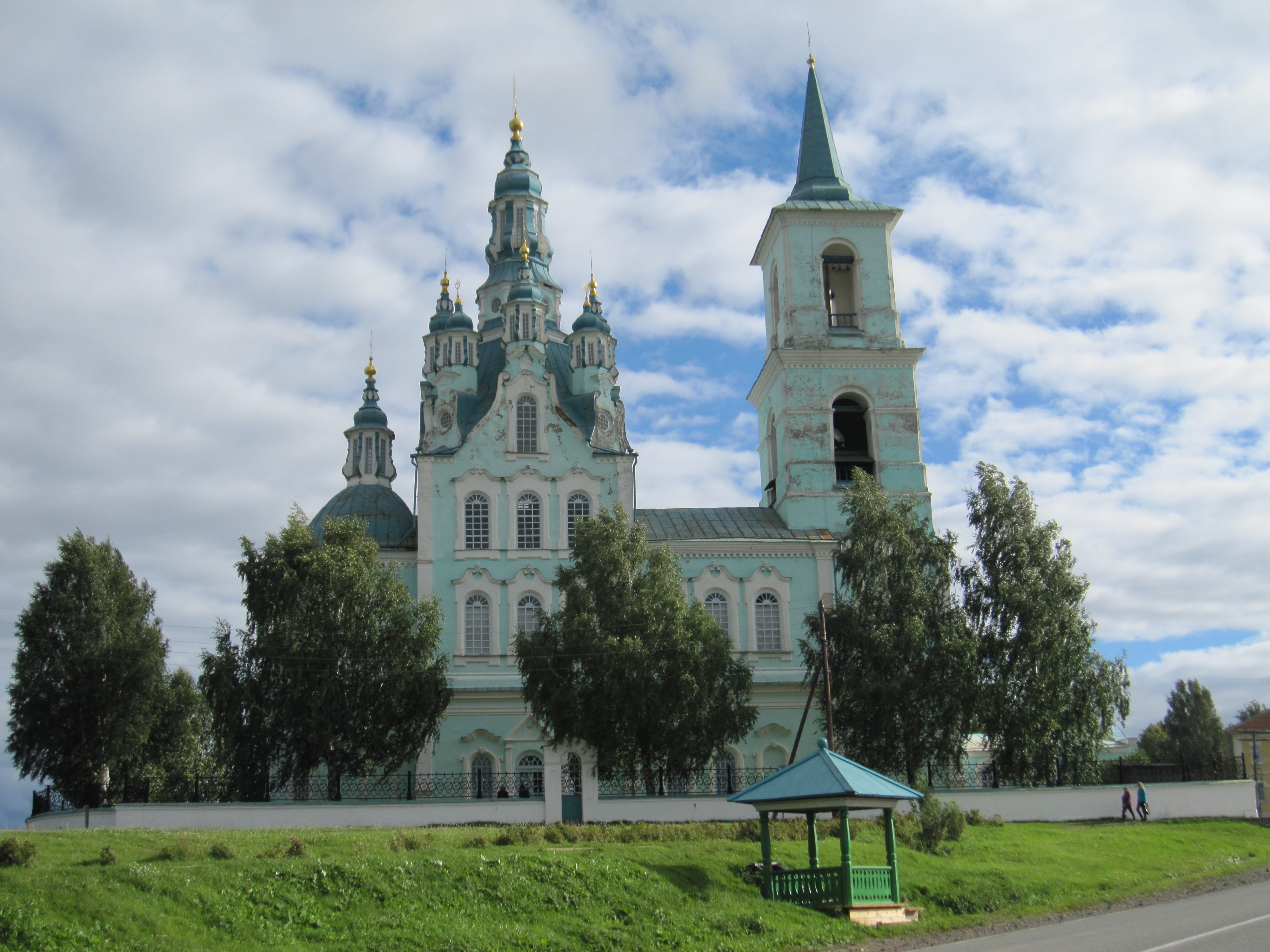
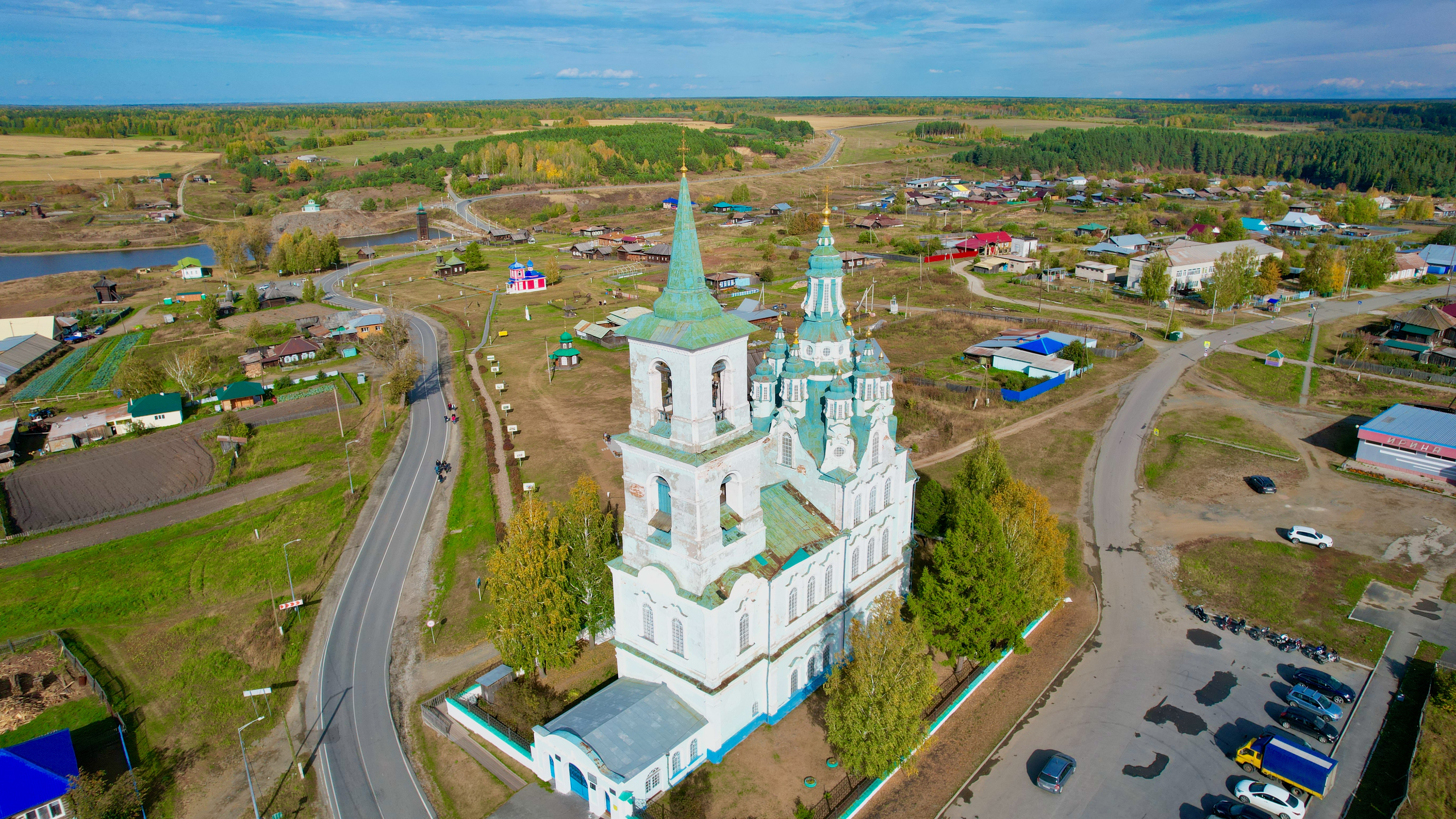
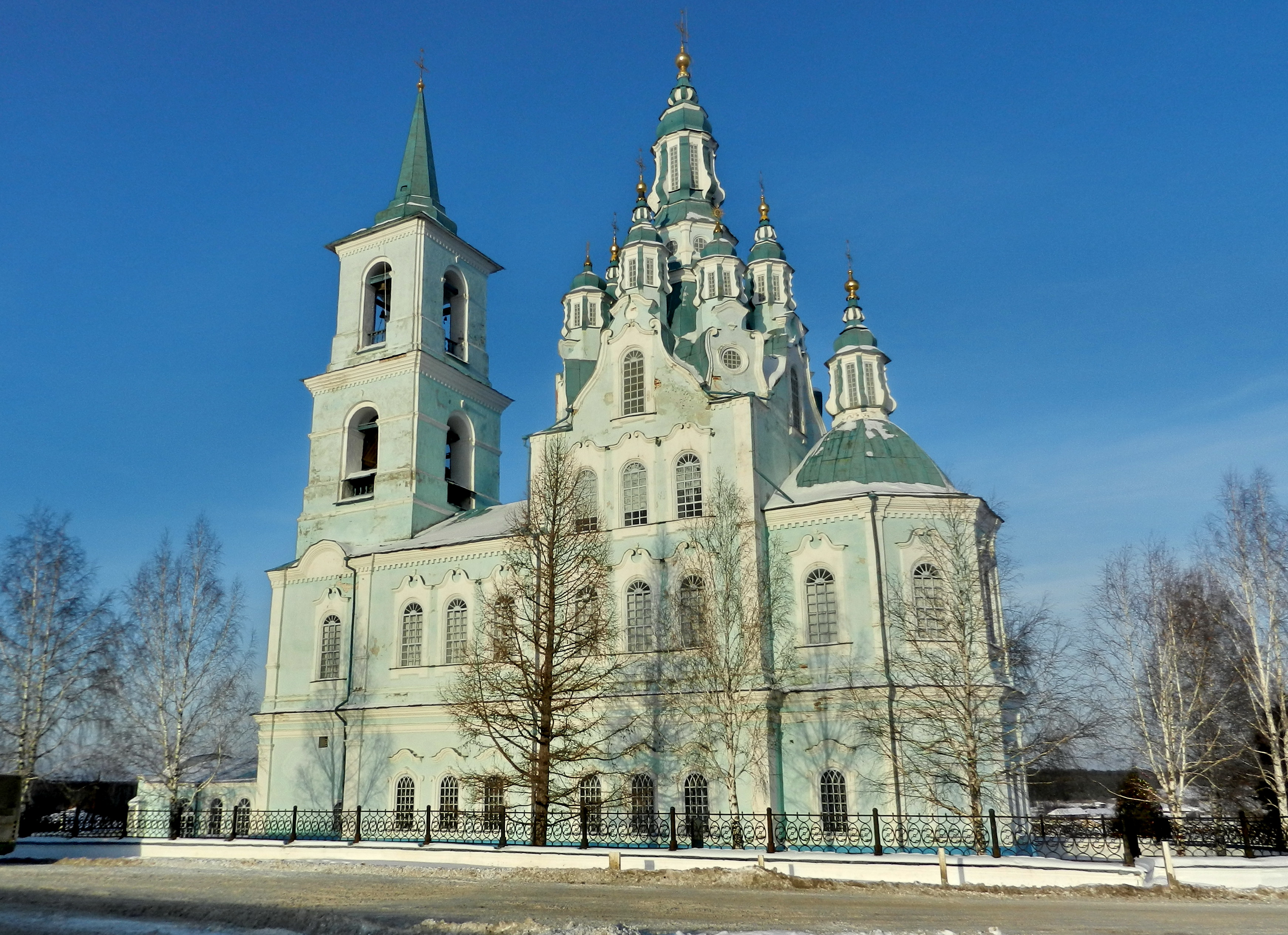
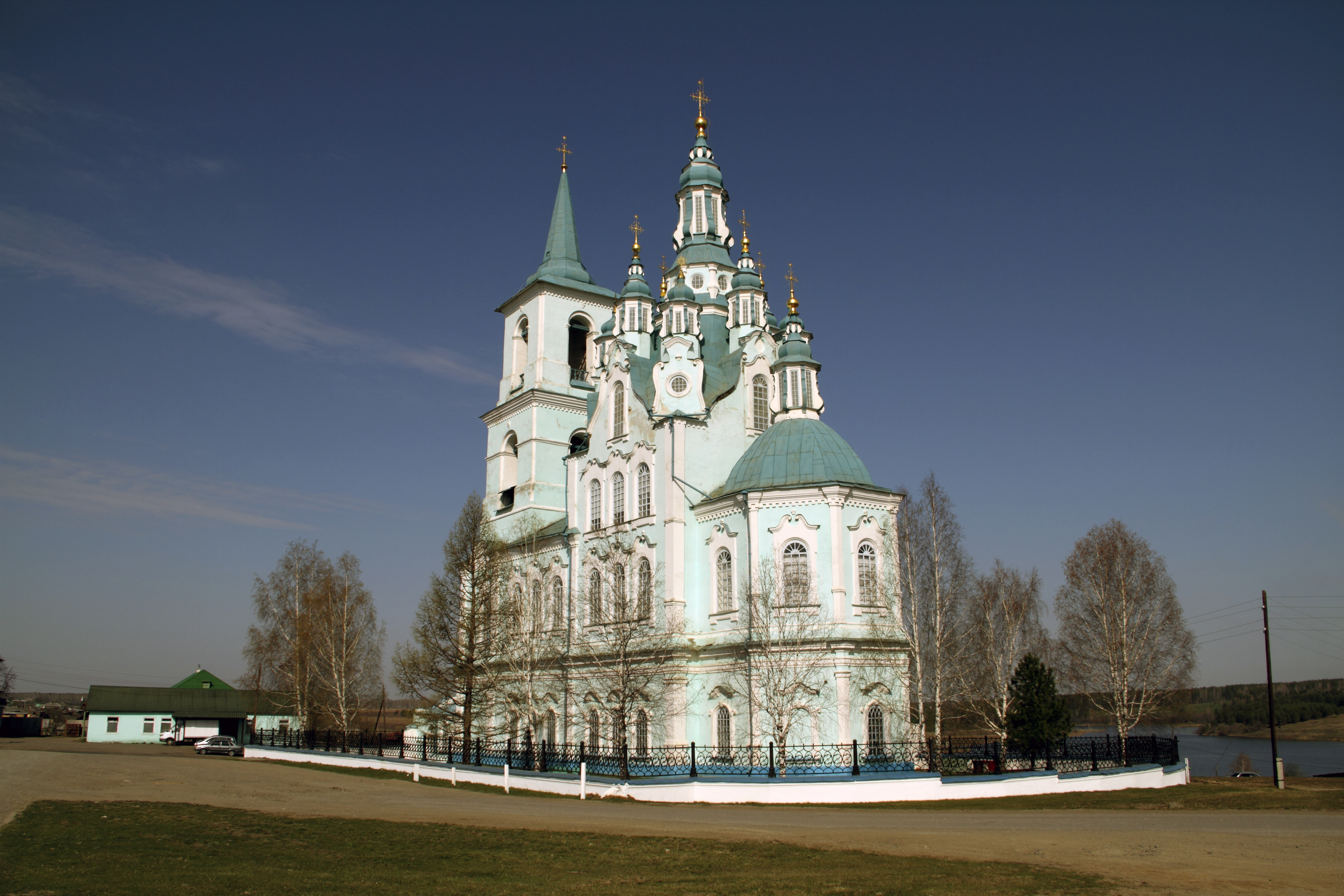
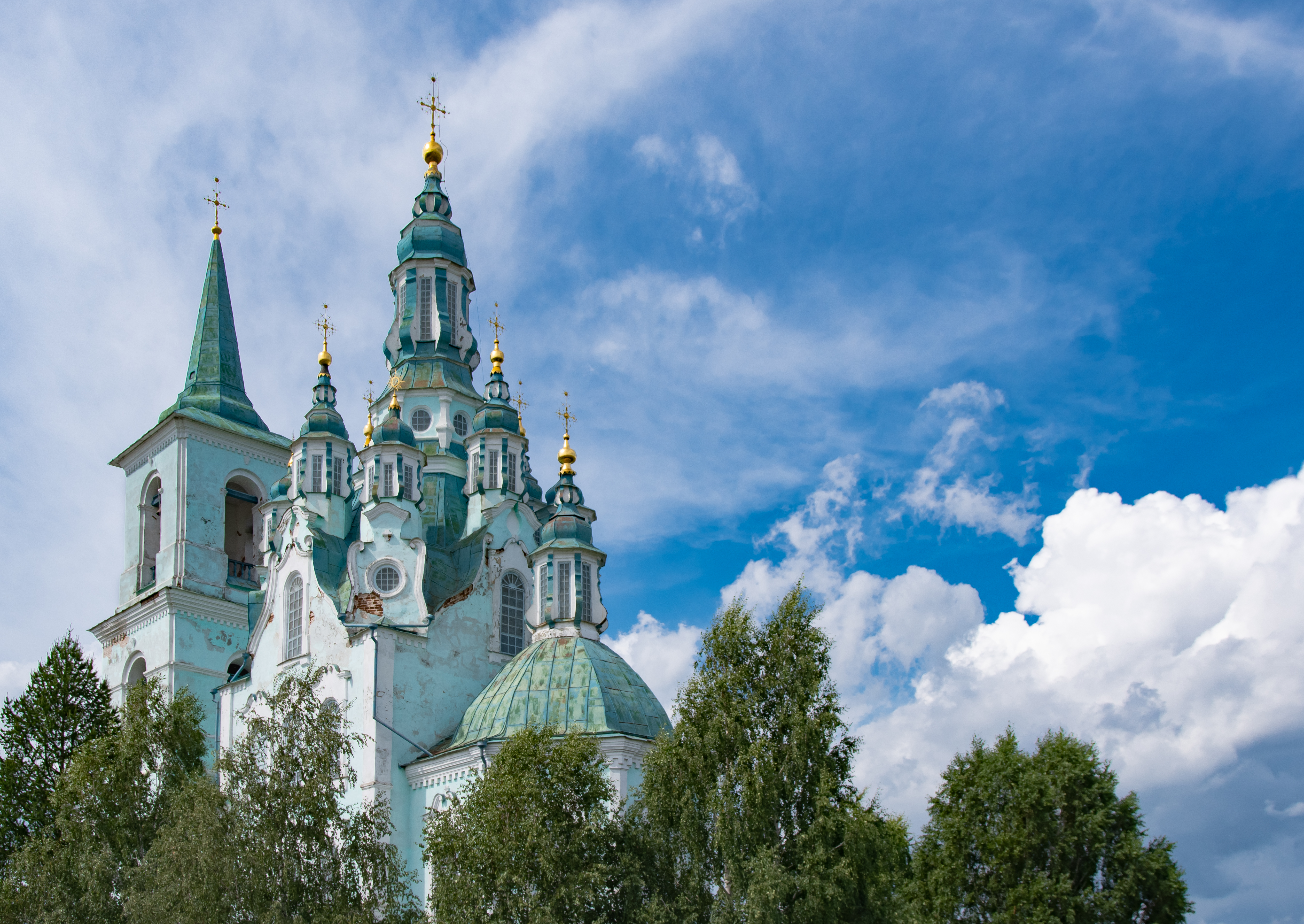
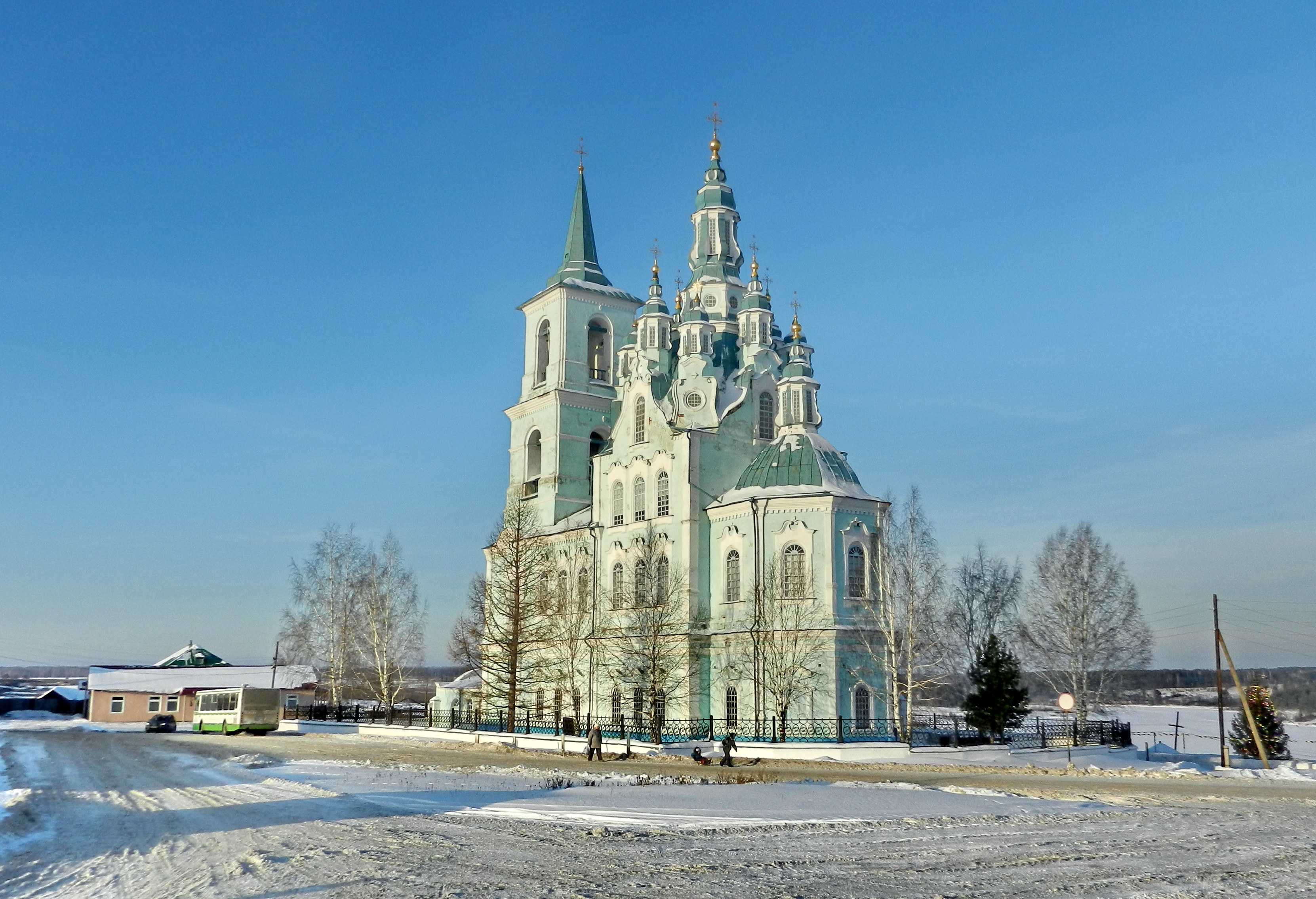